# The Gathering (dokumentarfilm)
|  | Denne artikel er oprettet af botten Steenthbot ud fra en ekstern database. Den kan derfor have sproglige fejl eller mangler. Denne skabelon kan fjernes efter kontrol af indholdet. |

 For alternative betydninger, se The Gathering. (Se også artikler, som begynder med The Gathering)
The Gathering er en dansk dokumentarfilm fra 2005 instrueret af Lars Movin efter eget manuskript.